# Leucochesias niveipennaria
Leucochesias niveipennaria là một loài bướm đêm trong họ Geometridae.